# Liège-Bastogne-Liège 2014
Liège-Bastogne-Liège 2014 była 100. edycją wyścigu i rozgrywała się na dystansie 263 kilometrów. Wyścig rozpoczął się w Liège a zakończył w Ans. Wyścig zaliczał się do UCI World Tour 2014.

## Uczestnicy
Na starcie wyścigu stanęły 25 ekipy. Wśród nich znalazło się wszystkie osiemnaście ekip UCI World Tour 2014 oraz siedem innych zaproszonych przez organizatorów. 
Lista drużyn uczestniczących w wyścigu:
| Numery  | Kod | Drużyna           |
| ------- | --- | ----------------- |
| 1-8     | GRS | Garmin-Sharp      |
| 11-18   | KAT | Team Katusha      |
| 21-28   | MOV | Movistar Team     |
| 31-38   | ALM | Ag2r-La Mondiale  |
| 41-48   | LAM | Lampre-Merida     |
| 51-58   | AST | Pro Team Astana   |
| 61-68   | BMC | BMC Racing Team   |
| 71-78   | OGE | Orica-GreenEDGE   |
| 81-88   | FDJ | FDJ.fr            |
| 91-98   | BEL | Belkin            |
| 101-108 | SKY | Team Sky          |
| 111-118 | TTS | Team Tinkoff-Saxo |
| 121-128 | LTB | Lotto-Belisol     |

| Numery  | Kod | Drużyna                 |
| ------- | --- | ----------------------- |
| 131-138 | GIA | Giant-Shimano           |
| 141-148 | IAM | IAM Cycling             |
| 151-158 | CAN | Cannondale              |
| 161-168 | OPQ | Omega Pharma-Quick Step |
| 171-178 | TRE | Trek Factory Racing     |
| 181-188 | TSV | Topsport Vlaanderen     |
| 191-198 | EUC | Team Europcar           |
| 201-208 | TNE | Team NetApp-Endura      |
| 211-218 | COF | Cofidis                 |
| 221-228 | MTN | MTN-Qhubeka             |
| 231-238 | WGG | Wanty-Groupe Gobert     |
| 241-248 | COL | Colombia                |

## Klasyfikacja generalna
| M-ce | Imię i nazwisko    | Kraj      | Drużyna                 | Czas       |
| ---- | ------------------ | --------- | ----------------------- | ---------- |
| 1.   | Simon Gerrans      | Australia | Orica-GreenEDGE         | 6h 37' 43” |
| 2.   | Alejandro Valverde | Hiszpania | Movistar Team           | + 0"       |
| 3.   | Michał Kwiatkowski | Polska    | Omega Pharma-Quick Step | + 0"       |
| 4.   | Giampaolo Caruso   | Włochy    | Team Katusha            | + 0"       |
| 5.   | Domenico Pozzovivo | Włochy    | Ag2r-La Mondiale        | + 3"       |
| 6.   | Tom-Jelte Slagter  | Holandia  | Garmin-Sharp            | + 3"       |
| 7.   | Roman Kreuziger    | Czechy    | Team Tinkoff-Saxo       | + 3"       |
| 8.   | Philippe Gilbert   | Belgia    | BMC Racing Team         | + 3"       |
| 9.   | Daniel Moreno      | Hiszpania | Team Katusha            | + 5"       |
| 10.  | Romain Bardet      | Francja   | Ag2r-La Mondiale        | + 6"       |